# Pelita Jaya (Lubuk Linggau Barat I)
Pelita Jaya is een bestuurslaag in het regentschap Lubuklinggau van de provincie Zuid-Sumatra, Indonesië. Pelita Jaya telt 1768 inwoners (volkstelling 2010).